# 一次性发射载具

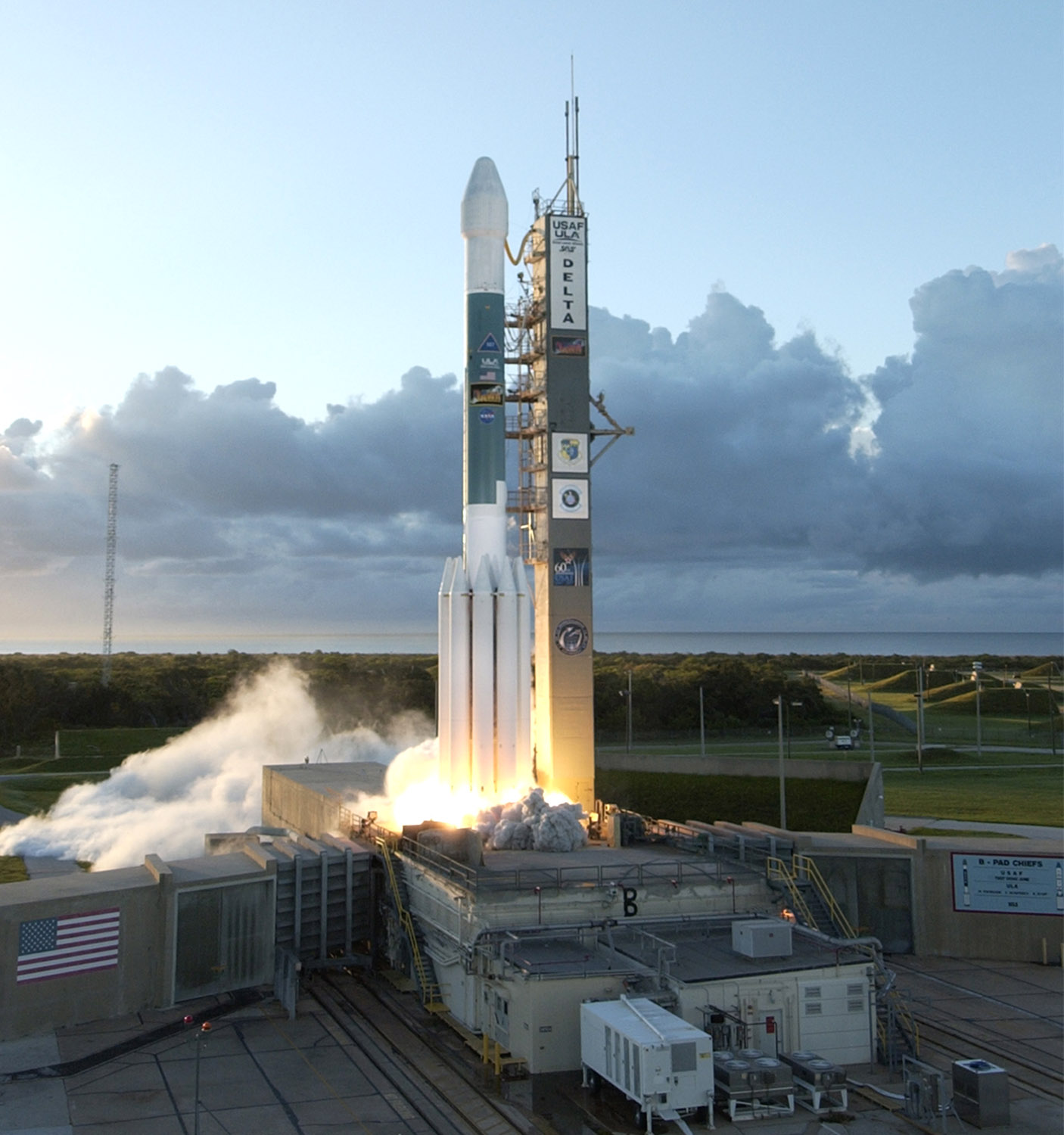
德尔塔-2运载火箭搭载黎明號太空船从卡那维拉尔角17号发射台发射升空

一次性使用运载系统也稱不可重複使用之運載系统，使用一次性的运载火箭把载荷发射入太空。顾名思义，一次性的运载火箭火箭只使用一次，火箭的各部件发射后不会被回收并用于其他的发射。由于现今的大部分运载火箭都是一次性的，所以一次性的运载火箭也可以简称为运载火箭。运载火箭一般由多節火箭串联而成，在火箭飞行逐级使用并逐级抛弃。

## 设计依据
与运载火箭不同，可重复使用的发射系统（如航天飞机）在设计上力图让系统各部件可以重复使用。重复使用的主要目的是为了减少发射的费用。但是在实际使用上，航天飞机的发射费用要高于一次性的运载火箭。

## 历史
许多运载火箭都是由1950年代的弹道火箭发展而来，由于价格并不是这些运载火箭设计的首要考虑，许多运载火箭的发射费用非常高昂。例如泰坦四號運載火箭，就是历史上单次发射费用最高的运载火箭。其单次发射费用高达4.32亿美元（1999年）。
但是同时，可重复使用的发射系统例如航天飞机，也有自身的问题。航天飞机需要较大的结构自重和再入系统（如机翼，防热瓦，轮胎等）以保证可重复使用性。这同时消减了航天飞机的酬载能力。
2010年代因為新雪帕德火箭和獵鷹9號運載火箭成功回收和重覆使用，又可以為無人航天服務使可重覆使用的運載火箭將逐漸取代一次性使用運載系統。